# 東京都立葛飾盲学校
東京都立葛飾盲学校（とうきょうとりつ かつしかもうがっこう）は、東京都葛飾区に所在する、視覚障害のある児童・生徒を対象とした特別支援学校である。幼稚部、小学部、中学部が設置されており、通学が困難な児童・生徒のために寄宿舎も併設されている。
昭和37年（1962年）に東京都立文京盲学校から分離し、開校した。

## 設置学部
- 幼稚部
- 小学部（普通学級、重度・重複学級）
- 中学部（普通学級、重度・重複学級）

## 沿革
- 1962年（昭和37年）2月1日 - 設立公布
- 1962年（昭和37年）4月20日 - 授業開始（開校記念日）、児童数39名（小学部のみ）
- 1962年（昭和37年）12月10日 - 校歌・寮歌を制定
- 1963年（昭和38年）3月19日 - 中学部を設置
- 1970年（昭和45年）4月1日 - 幼稚部を設置
- 1986年（昭和61年）6月17日 - プール竣工
- 1989年（平成元年）11月4日 - 寄宿舎落成式
- 1996年（平成8年）11月4日 - 新校舎竣工
- 2011年（平成23年）11月～2012年（平成24年）2月 - 屋上緑化実施[3]

## 通学区域
都内全域

## スクールバスコース
足立コース、江戸川コース

## アクセス
- 地下鉄千代田線「綾瀬駅」より徒歩約12分
- 京成電鉄「堀切菖蒲園駅」より徒歩約15分
- 両駅より京成タウンバスにて約5～7分、「小菅」バス停下車 徒歩約2分